# Zygmunt Roguski
Zygmunt Feliks Roguski ps. „Kacper”, „Feliks”, „Perkuła”, „Proporzec” (ur. 5 stycznia 1886 w Warszawie, zm. 16 maja 1946 tamże) – porucznik kawalerii Wojska Polskiego. Major Narodowych Sił Zbrojnych. Najwyższy stopniem wśród oskarżonych w „procesie lubelskiego PAS”.

## Okres przedwojenny
Zygmunt Feliks Roguski urodził się 5 stycznia 1886. Był synem Gustawa i Marii ze Stanowskich. Jego siostrą była Jadwiga Roguska-Cybulska, jedna z najsłynniejszych polskich taterniczek. Mieszkał w Chełmie. Studiował na Wydziale Prawa Uniwersytetu Jagiellońskiego, dyplom uzyskał w 1911. W listopadzie 1918 wstąpił do oddziału jazdy wcielonego do 1 pułku Ułanów Krechowieckich. Brał udział w wojnie z Ukraińcami i w wojnie z bolszewikami. W styczniu 1920 odbierał z rąk Niemców Pomorze. Przeniesiony do 8 pułku im. ks. Józefa Poniatowskiego. W wojnie 1920 r. „odznaczał się stale nadzwyczajną dzielnością i przykładną zimną krwią”. Awansowany do stopnia podchorążego. Został awansowany do stopnia porucznika kawalerii ze starszeństwem z dniem 1 grudnia 1921. Był oficerem 8 pułku ułanów. W 1931 wydalony z wojska z przyczyn politycznych. W 1934 jako porucznik kawalerii z tytułem inżyniera i przeniesiony w stan spoczynku był w ewidencji Oficerskiej Kadry Okręgowej nr V, przydzielony do Powiatowej Komendy Uzupełnień Kraków-Miasto jako oficer przewidziany do użycia w czasie wojny.
Przed wojną był członkiem Stronnictwa Narodowego.

## II wojna światowa
Od początku okupacji w Gwardii Obrony Narodowej, następnie w Konfederacji Zbrojnej, gdzie był szefem Oddziału Kwatermistrzowskiego KG, a potem w AK. Do października 1944 był komendantem powiatu Chełm NSZ, a w 1945 szefem sztabu Okręgu XVI NSZ, Okręgu Lubelskiego NZW i Komendy Ziem Wschodnich „Wiertacz”, również p.o. komendantem Okręgu XVI (Lublin), komendantem Okręgu XVII (Podlasie) NSZ i szefem propagandy Tymczasowej Narodowej Rady Politycznej Ziem Wschodnich.

## Okres powojenny
Aresztowany w 1945, był oskarżony i sądzony w politycznym procesie Okręgu Lubelskiego NSZ i NZW, zwanym „procesem wierzchowińskim”, „procesem 23” lub „procesem lubelskiego PAS”. Oskarżony został o pełnienie funkcji komendanta NSZ w Chełmie i udział w pacyfikacji wsi Wierzchowiny. Przed sądem przyznał się do przynależności do organizacji, lecz zaprzeczył, iż brał udział w napadach rabunkowych albo że wydawał takowe rozkazy. Przed sądem zarzucono mu także likwidację wsi Matcze i Kobylów  19 marca 1946 razem z Romanem Jaroszyńskim, Stanisławem Kaczmarczykiem, Kazimierzem Łuszczyńskim, Władysławem Ulanowskim, Zygmuntem Wolaninem i Władysławem Żwirkiem skazany z 1 Dekr. przez Sąd Okręgowy w Warszawie pod przewodnictwem ppłk A.Janowskiego na karę śmierci. Nr. sprawy W.1692/46. Stracony 16 maja 1946.
Pochowany na Służewie w bezimiennej mogile. Grób symboliczny został ustanowiony na Cmentarzu Wojskowym na Powązkach w Warszawie w Kwaterze „na Łączce”.

## Odznaczenia
- Krzyż Walecznych
- Medal Niepodległości
- Medal Pamiątkowy za Wojnę 1918–1921
- Odznaka Honorowa „Orlęta”